# El amor brujo (film)
El amor brujo is een Spaanse muziekfilm uit 1986 onder regie van Carlos Saura. De film is gebaseerd op het muziekstuk El amor brujo door de Spaanse componist Manuel de Falla, wiens muziek ook in de film gebruikt wordt. 

## Verhaal
Twee dronken zigeuners arrangeren het huwelijk van hun kinderen, terwijl de jonge Carmelo toekijkt die verliefd is op de toekomstige bruid Candela. Vervolgens is de volwassen Carmelo aanwezig op de bruiloft van Candela en José. Hij houdt nog steeds van Candela, maar zij houdt van haar toekomstige man. José is echter verliefd op Lucía.

## Rolverdeling
| Acteur               | Personage         |
| -------------------- | ----------------- |
| Antonio Gades        | Carmelo           |
| Cristina Hoyos       | Candela           |
| Laura del Sol        | Lucía             |
| Juan Antonio Jiménez | José              |
| Emma Penella         | Tante Rosario     |
| La Polaca            | Herderin          |
| Gómez de Jerez       | El Lobo           |
| Enrique Ortega       | Vader van José    |
| Diego Pantoja        | Vader van Candela |
| Giovana              | Rocío             |
| Maria Campano        |                   |
| Candy Román          | Chulo             |
| Enrique Pantoja      |                   |
| Manolo Sevilla       | Flamencozanger    |
| Antonio Solera       | Gitarist          |